# Friedrich von Müller (Politiker)

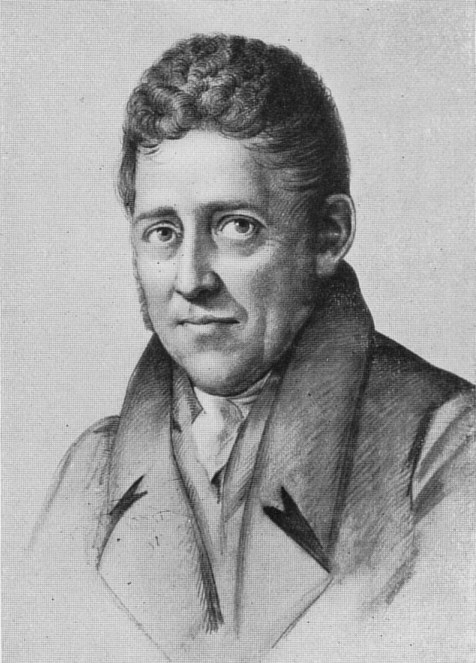
Friedrich von Müller

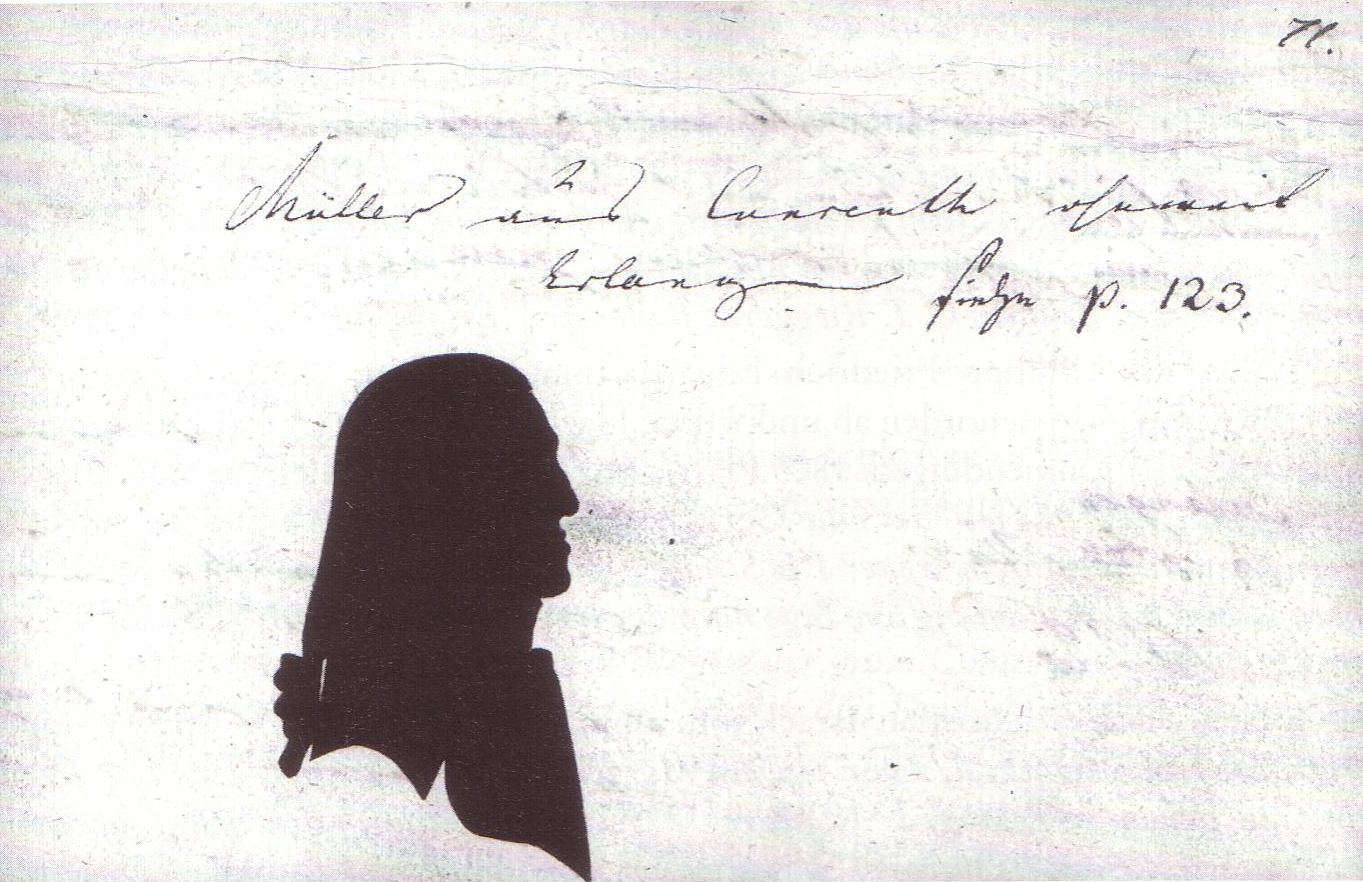
Friedrich Müller als Harmonistensenior (1799)

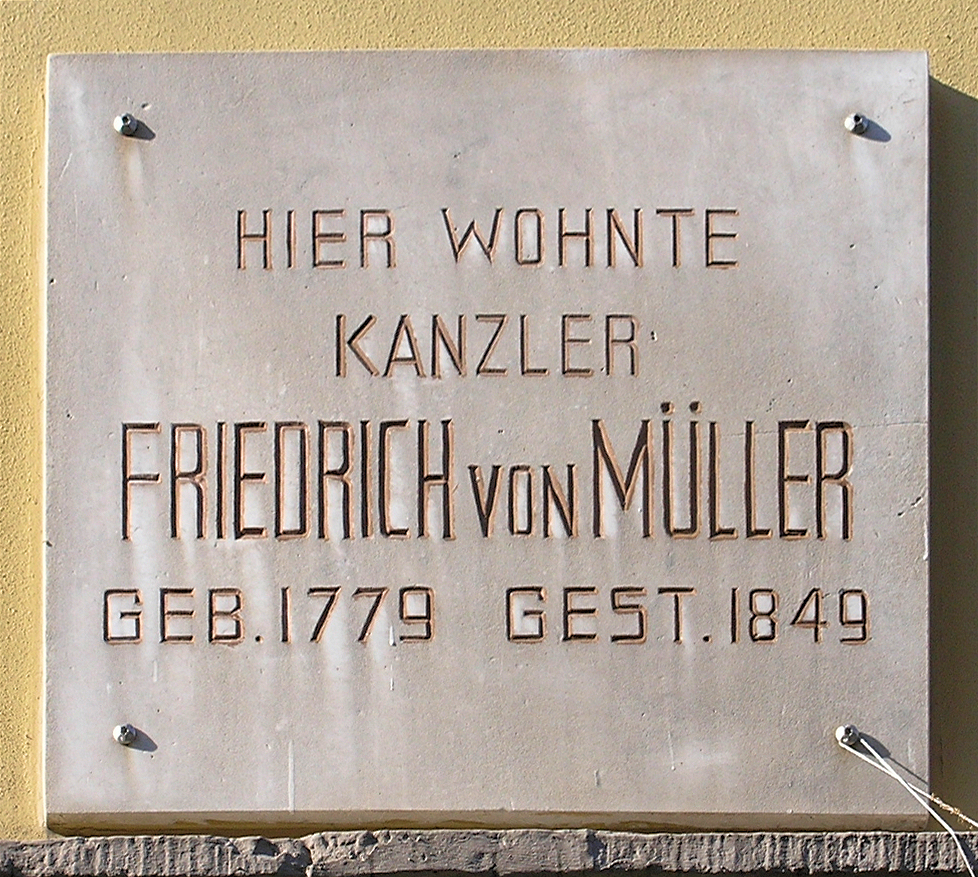
Gedenktafel am Haus Windischenstraße 12, in Weimar

Friedrich (Theodor Adam Heinrich) von Müller (* 13. April 1779 in Kunreuth; † 21. Oktober 1849) war Staatskanzler des Großherzogtums Sachsen-Weimar-Eisenach und ein enger Freund Goethes.

## Leben
In Coburg wurde er Mitglied des Harmonistenordens. Am 3. Mai 1796 immatrikulierte er sich an der Friedrich-Alexander-Universität Erlangen als Student der Rechtswissenschaft. Nach dem Examen kam der Bürgersohn Friedrich Müller im Alter von 22 Jahren nach Weimar und trat als Regierungsassessor in den Weimarer Staatsdienst. 1804 wurde er zum Regierungsrat befördert. Als am 28. Oktober 1806 bei Prenzlau Preußen unter Friedrich Ludwig Fürst zu Hohenlohe-Ingelfingen vor der französischen Armee kapituliert hatte, wurde Müller von Herzog Carl August persönlich beauftragt, mit den Siegern zu verhandeln. Da Müller sein Verhandlungsgeschick bereits mehrfach unter Beweis gestellt hatte, lag es an seiner Diplomatie, in Verhandlungen die Erhaltung der Unabhängigkeit des Herzogtums zu erreichen. Nach erfolgreichem Abschluss dankte man ihm mit der Ernennung zum Geheimen Rat und dem Adelsbrief.
1809 wurde Müller Freimaurer. Sein Freund Goethe wirkte bei seiner Aufnahme in die Weimarer Loge Amalia aktiv mit.
Müller blieb weiter in der Verwaltung tätig und übernahm 1815 die Stellung des Staatskanzlers des Großherzogtums.
Müller war ein vielseitig begabter und gebildeter Jurist und Politiker, von der Herzoginmutter Anna Amalia und Carl August gleichermaßen geschätzt. Auch Goethe zog ihn in seinen Freundeskreis und suchte sein unabhängiges und sachkundiges Urteil. Müller hat in mehreren Büchern seine Eindrücke der Zeit niedergeschrieben. Sein Buch über seine Gespräche mit Goethe gilt als wichtiges literarisches Zeugnis.

## Anekdotisches
Emil Ludwig überliefert eine denkwürdige Begegnung zwischen Müller und Napoleon I. in Erfurt im Jahr 1813, welche ein Licht auf den Mut des Kanzlers, aber auch auf das moralische Gefühl des Kaisers wirft:

„Vielleicht einzig in Napoleons Leben ist die Szene, die ihm der Weimarische Kanzler von Müller anno 13 in Erfurt macht. Wegen der Verhaftung zweier Geheimräte, von denen chiffrierte Briefe bei den Vorposten abgefangen wurden, ist Müller erschienen, hat einen Wutausbruch des Kaisers ausgehalten, der Jena verbrennen, die Beiden erschießen lassen will, bis er ungestüm in den Kaiser dringt: ‚nein, Sire, Sie werden diese Greuel nicht verüben! Sie werden Ihren Ruhm nicht auf immer verdunkeln und unschuldiges Blut vergießen!‘ In der Aufregung tritt der Deutsche so dicht an ihn heran, dass sich der Kaiser bedroht fühlt, die Hand an den Degen legt, und Müller von seinem Begleiter zurückgerissen werden muß. Pause. ‚Sie sind sehr kühn. Aber ich sehe, Sie sind ein guter Freund. Berthier soll die Sache nochmals untersuchen.‘ Die Geheimräte werden begnadigt.“

## Werke
- Betrifft Goethe. Rede und Gegenrede (1832). Fischer, Frankfurt/Main 1995, ISBN 3-10-049114-9
- Unterhaltungen mit Goethe. C.H. Beck, München 1982, ISBN 3-406-08497-4
- Erinnerungen aus den Kriegszeiten 1806-1813 / von Friedrich von Müller Grossherzoglich Sächsischem Geheimen Rat und Kanzler. [Hrsg.: Adolf Schöll]. [Vorw.: Adolf Metz], (vollständiges Digitalisat der HAAB Weimar)